# Yamamoto Kansuke
En aquest nom japonès, el cognom és Yamamoto.
Yamamoto Kansuke (山 本 勘 助, 1501-1561) va ser un samurai japonès del segle xvi i un dels vint-i-quatre generals de Takeda Shingen, els quals comptaven amb la seva total confiança. Kansuke també era conegut com a Haruyuki (晴 幸). Va ser un brillant estrateg i és reconegut pel seu pla que va portar a la victòria al clan Takeda en la quarta batalla de Kawanakajima en contra de l'exèrcit d'Uesugi Kenshin.